# Axel Bellinghausen
Axel Bellinghausen (* 17. Mai 1983 in Siegburg) ist ein ehemaliger deutscher Fußballspieler und heutiger Trainer.

## Karriere
Mit fünf Jahren trat Bellinghausen dem Fußballverein TuS 05 Oberpleis bei. Nachdem er 1993 in die Jugend von Bayer 04 Leverkusen gewechselt war, kam er 1998 zu Fortuna Düsseldorf, wo er den Sprung in die 1. Mannschaft schaffte und bis zum Jahr 2005 blieb. Danach wechselte Bellinghausen zum Bundesligisten 1. FC Kaiserslautern. Nach dem Abstieg der Lauterer im Jahr 2006 in die 2. Bundesliga blieb er dem Verein treu und wurde zur Rückrunde der Saison 2007/08 zum Mannschaftskapitän ernannt.
Bellinghausen verließ den 1. FC Kaiserslautern zum Ende der Saison 2008/09 und wechselte ablösefrei zum Ligakonkurrenten FC Augsburg. Nach dem Aufstieg der Augsburger erzielte er sein erstes Bundesligator am 21. Oktober 2011 (10. Spieltag) beim 1:1-Unentschieden im Heimspiel gegen Werder Bremen.
Bellinghausen verlängerte seinen zum 30. Juni 2012 auslaufenden Vertrag beim FC Augsburg nicht und wechselte zu Fortuna Düsseldorf. Er unterschrieb einen Dreijahresvertrag bis zum 30. Juni 2015. Dieser Vertrag verlängerte sich in der Saison 2014/15 aufgrund der erreichten Anzahl von vertraglich festgelegten Spielen um ein weiteres Jahr bis Juni 2016. Am 9. Oktober 2017 wurde Bellinghausen wenige Tage nach seinem Karriereende neben Thomas Kleine zum neuen Co-Trainer bei Fortuna Düsseldorf bestellt.